# Oxalis attaquana
Oxalis attaquana är en harsyreväxtart som beskrevs av Salter. Oxalis attaquana ingår i släktet oxalisar, och familjen harsyreväxter. Inga underarter finns listade i Catalogue of Life.